# JavaOS
O JavaOS é um sistema operacional com uma máquina virtual Java como um componente fundamental. Ele é desenvolvido pela Sun Microsystems. Diferentemente do Windows, Mac OS ou Unix, que são primariamente escritos em linguagem C, o JavaOS é escrito primariamente em Java.
Em 2006, a Sun considerou o JavaOS um projeto obsoleto e passou a recomedar o uso do Java ME. Entretanto, o Java ME não é um sistema operacional, e sim uma especificação de API que roda em cima de um sistema operacional qualquer.